# 1325

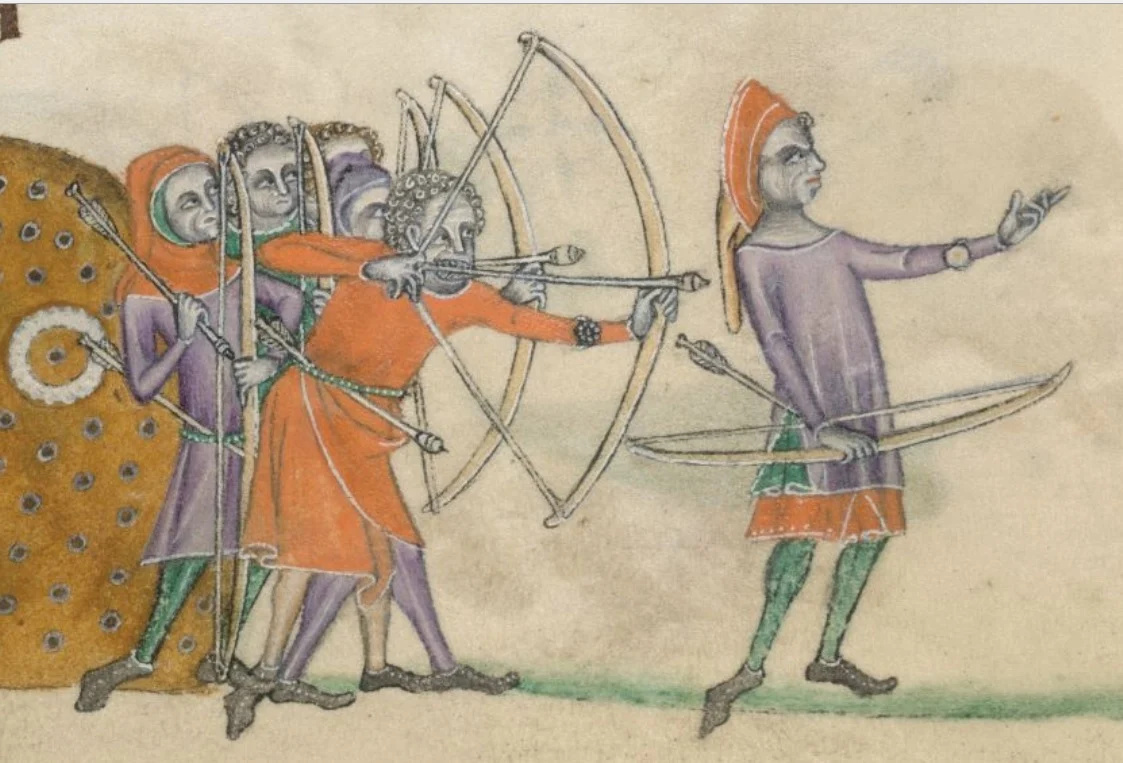
Boogschutters uit Wales in oefening (begin 14e eeuw)

Het jaar 1325 is het 25e jaar in de 14e eeuw volgens de christelijke jaartelling.

## Gebeurtenissen
januari
- 3 - Reinoud II van Gelre verwoest het Münsterse deel van Vreden tijdens de Strijd om Bredevoort.
  - Reinoud verovert de heerlijkheid Bermentvelde.

februari
- 4 - De Luikenaren vallen het kasteel van Momalle aan. Lodewijk IV van Loon stuurt ruiterij en voetvolk. Later bemiddelt hij in het conflict tussen Adolf en de Luikenaren.

maart
- 18 - De Azteken stichten Tenochtitlan, hun nieuwe hoofdstad, op een eiland in het Meer van Texcoco. (datum legendarisch)

november
- 28 - Alfonso XI van Castilië trouwt met Constance Manuel van Peñafiel.
- november - Op aandringen van de Franse koning doen de bisschoppen de Vlaamse opstandelingen in de kerkelijke ban.

december
- 15 - Enschede krijgt stadsrechten van bisschop Jan van Diest.

zonder datum
- Ibn Battuta vertrekt uit Tanger voor een hadj, die zal uitgroeien tot een reis van 24 jaar die tot in China reikt en waarin hij meerdere keren Mekka bezoekt.
- Karel I Robert van Hongarije maakt Visegrád zijn residentie.
- Het waterschap Het Hoog Hemaal wordt opgericht.
- oudst bekende vermelding: Houwingaham, Stratum, Terneuzen, Zuidvelde

## Opvolging
- Aquitanië en Ponthieu - Eduard II van Engeland opgevolgd door zijn zoon Eduard III
- Auvergne en Boulogne - Robert VII opgevolgd door zijn zoon Willem XII
- sultanaat van Delhi - Giyathuddin Tughluq opgevolgd door zijn zoon Muhammad bin Tughluq
- Granada - Ismail I opgevolgd door Mohammed IV
- Moskou - Joeri I opgevolgd door zijn broer Ivan I
- Portugal - Dionysius opgevolgd door zijn zoon Alfons IV
- Sleeswijk - Erik II opgevolgd door zijn zoon Waldemar V
- Württemberg - Eberhard I opgevolgd door zijn zoon Ulrich III

## Geboren
- 12 mei - Ruprecht II, paltsgraaf aan de Rijn
- Eleonora van Sicilië, echtgenote van Peter IV van Aragon
- Inês de Castro, minnares van Peter I van Portugal
- Maria van Brabant, Brabants edelvrouw
- Willem II, hertog van Gulik
- Francesco Landini, Italiaans componist (jaartal bij benadering)
- Robert Hales, Engels staatsman (jaartal bij benadering)
- Tommaso da Modena, Italiaans schilder (jaartal bij benadering)

## Overleden
- 7 januari - Dionysius (63), koning van Portugal (1279-1325)
- 5 juni - Eberhard I (60), graaf van Württemberg
- februari - Giyathuddin Tughluq, sultan van Delhi
- 21 november - Joeri I (~44), vorst van Moskou (1303-1325) en grootvorst van Vladimir (1318-1322)
- december - Karel van Valois (55), Frans prins
- Albert II van Gorizia (~57), Duits edelman
- Robert VII van Auvergne (~43), Frans edelman
- Willem Wenemaer, Vlaams ridder
- Agnes Capet, echtgenote van Robert II van Bourgondië (jaartal bij benadering)